# Teju Cole

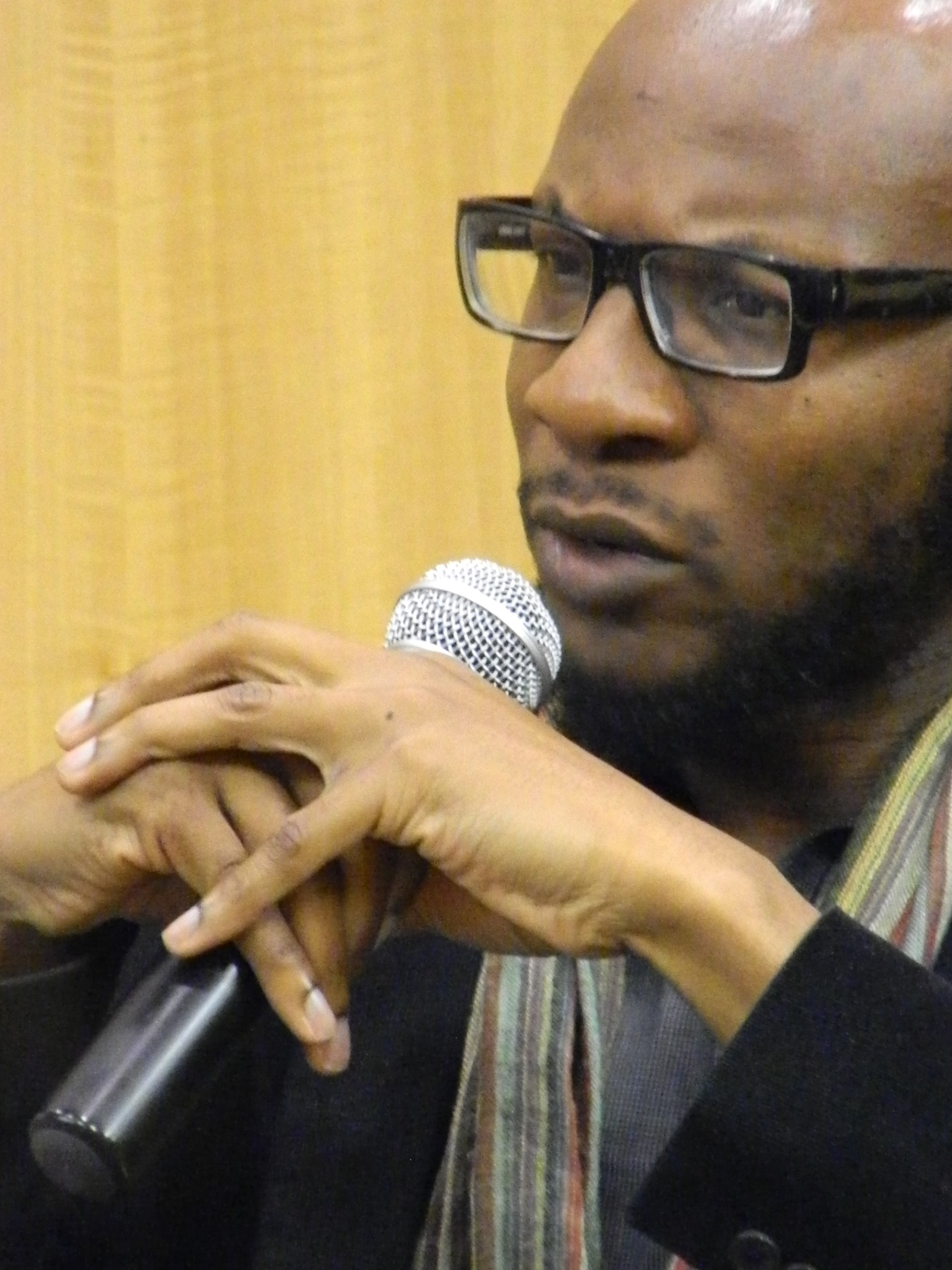
Teju Cole (2013)

Teju Cole (* 27. Juni 1975 in Kalamazoo, Michigan als Obayemi Babajide Adetokunbo Onafuwa) ist ein nigerianisch-amerikanischer Schriftsteller, Fotograf und Kunsthistoriker. Cole unterrichtet als Gore Vidal Professor of the Practice of Creative Writing am Department of English der Harvard University.

## Leben
Cole wurde in den Vereinigten Staaten als Sohn nigerianischer Eltern geboren und hat drei jüngere Geschwister. Kurz nach seiner Geburt kehrte die Familie nach Nigeria zurück, wo Cole in Lagos aufwuchs.
Mit siebzehn Jahren kehrte er in die Vereinigten Staaten zurück und schrieb sich zunächst an der Western Michigan University ein, wechselte jedoch kurze Zeit später ans Kalamazoo College, wo er seinen Bachelor of Arts erhielt. Nach einem begonnenen Medizinstudium an der University of Michigan absolvierte er an der School of Oriental and African Studies in London seinen Master of Arts. Es folgte ein Doktorandenprogramm in Kunstgeschichte an der Columbia University in New York.
Cole ist ständiger Mitarbeiter der New York Times, des südafrikanischen Kulturmagazins Chimurenga, des New Yorker, der Zeitschrift Transition, des Magazins Tin House und des Literaturblattes A Public Space. Er lebt im New Yorker Stadtbezirk Brooklyn und lehrt seit 2011 als Distinguished Writer in Residence am New Yorker Bard College. Von Juni bis November 2014 weilte er als Writer in Residence des Literaturhauses Zürich und der Stiftung PWG in Zürich.
Cole hielt sich 2005 in Lagos auf und schrieb, zurück in New York, 2006 einen Blog, der 2007 in 27 Skizzen als Buch unter dem Titel Every Day is for the Thief bei einem Kleinverlag in Abuja herauskam. Die verkaufte Auflage betrug nach drei Jahren 5000 Exemplare, was laut Cole viel für ein Land mit einer winzigen Mittelklasse sei. Das Buch kam 2014 nach Coles Erfolg mit Open City auch in den Vereinigten Staaten heraus. Darin kehrt der namenlose Protagonist nach fünfzehn Jahren in New York nach Lagos zurück, nur um sich durch das Leben im Ausland verändert und von der Stadt verwirrt zu fühlen.

## Werke (Auswahl)
- Every Day is for the Thief. Fiction. Mit 21 Fotos des Autors. Cassava Republic Press, Abuja, Nigeria 2007, ISBN 978-978-080-515-9.
  - Jeder Tag gehört dem Dieb. Deutsch von Christine Richter-Nilsson. Hanser Berlin Verlag, Berlin 2015, ISBN 978-3-446-24772-7.[5][6][7]
- Open City. A Novel. Random House, New York 2011, ISBN 978-1-4000-6809-8.
  - Open City. Deutsch von Christine Richter-Nilsson. Suhrkamp Verlag, Berlin 2012, ISBN 978-3-518-42331-8.
- Known and Strange Things. Faber & Faber, London 2017.
  - Vertraute Dinge, Fremde Dinge. Deutsch von Uda Strätling. Hanser Berlin Verlag, Berlin 2016, ISBN 978-3-446-25294-3.
- Blind Spot. Faber & Faber, London 2017
  - Blinder Fleck. Deutsch von Uda Strätling. Hanser Berlin, Berlin 2018, ISBN 978-3-446-25850-1.
- Human Archipelago. mit Fazal Sheikh. Steidl Verlag, Göttingen 2019, ISBN 978-3-95829-568-1.
- Black Paper. University of Chicago Press, Chicago, London 2021, ISBN 978-0-226-64135-5.
  - Black Paper. Schreiben in dunkler Zeit. Deutsch von Anna Jäger und Uda Strätling. Claassen Verlag, Berlin 2023.
- Tremor. Faber & Faber, London 2023.
  - Tremor. Roman. Deutsch von Anna Jäger. Claassen Verlag, Berlin 2024, ISBN 978-3-546-10065-6.

## Auszeichnungen
- 2001 und 2002 Andrew W. Mellow Fellow
- 2011 Finalist beim National Book Critics Circle Award mit Open City
- 2011 The New York City Book Award (Fiction) für Open City[8]
- 2011 Open City in den Top Ten Fiction Books der Time[9]
- 2012 Hemingway Foundation PEN Award für Open City
- 2012 Einladung zum Internationalen Literaturfestival Berlin
- 2012 Rosenthal Foundation Award für Open City[10]
- 2013 Internationaler Literaturpreis – Haus der Kulturen der Welt für Open City
- 2015 Windham–Campbell Literature Prize in der Kategorie Fictional
- 2021 Mitglied der American Academy of Arts and Sciences
- 2024 Anisfield-Wolf Book Award in der Kategorie „Fiction“ für Tremor